# 노란색선 (몬트리올)
4호선 노란색 선(프랑스어: Ligne jaune 또는 Ligne 4)은 캐나다 퀘벡주의 몬트리올 교통공사 (STM, Société de transport de Montréal)가 운행하는 지하철 노선 중 가장 짧은 노선이다. 3개의 정거장으로 이루어져 있는 이 노선은 세인트로렌스강을 지하로 건너 몬트리올섬과 롱괴유를 잇는다.

## 운행 체계
노란색 선은 총 길이 4.3km에 세 개 역으로 이루어져 있으며 전 구간이 지하 구간이다. 몬트리올 시내에 있는 베리-UQAM역에서 출발하는 이 노선은 남쪽으로 내려가 세인트로렌스강 중간에 있는 생텔렌섬을 거친다. 이후 생텔렌섬의 장 드라포역을 지나 남동쪽으로 종점인 롱괴유-위니베르시테 드 셰르브루크역까지 잇는다.

### 운행 시간 및 배차 간격
노란색 선은 평일과 일요일 기준 아침 5시 30분부터 새벽 1시까지 운행하며, 토요일에는 막차 시간이 30분 연장된 새벽 1시 30분까지 운행한다. 배차 간격은 평일 출퇴근 시간 (오전 7-9시, 오후 4-6시)에는 4-5분, 평상시에는 5-10분 간격이고 주말에는 8-11분 간격으로 운행한다.

### 역 목록
| 역 이름                           | 원어 명칭                          | 개통일                                                              | 역명 관련 도로명                                                                 | 이름의 유래                                                     |
| --------------------------------- | ---------------------------------- | ------------------------------------------------------------------- | -------------------------------------------------------------------------------- | --------------------------------------------------------------- |
|                                   |                                    |                                                                     |                                                                                  |                                                                 |
| 베리-UQAM                         | Berri-UQAM                         | 1966년 10월 14일 (녹색 선 및 오렌지 선) 1967년 4월 28일 (노란색 선) | 베리가 (Rue Berri) 퀘벡 대학교 몬트리올 캠퍼스 (Université du Québec à Montréal) | 1669년에 미종 드 브란삿이 지은 이름, 유래 미상                  |
| 장 드라포                         | Jean-Drapeau                       | 1967년 4월 28일                                                     | 장 드라포 공원                                                                   | 장 드라포, 몬트리올 전 시장                                     |
| 롱괴유-위니베르시테 드 셰르브루크 | Longueuil-Université-de-Sherbrooke | 1987년 4월 28일                                                     | 롱괴유시 셜브룩 대학교 롱괴이 캠퍼스                                             | 노르망디의 마을 이름으로 추정 존 셜브룩, 영국령 북아메리카 총독 |

### 장애인 편의시설
노란색 선은 휠체어 승객을 위한 승강기가 장 드라포역에 설치되었으나 베리-UQAM역에나 롱괴유역에 승강기가 설치되지 않아 사실상 장애인 승객들이 이용할 수 없는 노선이다. 롱괴유역에는 2021년 하반기에 승강기 설치 공사를 시작해 2023년에 완공을 목표로 하고 있으며 베리-UQAM역의 경우는 노란색 선 승강장이 지하 28m에 위치해있는 관계로 이 지역의 지반을 조사하는 연구 용역을 이미 실시했고 위치도 선정하였다. 현재 승강기 설치에 대한 타당성 조사가 이루어지고 있고 땅을 얼마나 파야하는 지에 대한 조사도 따로 이루어질 예정이다. 이에 따라 베리-UQAM역은 공사가 끝나면 승강기가 총 7대가 될 전망이다.

### 이동통신망
2013년부터 2020년까지 캐나다의 4대 주요 이동통신사인 벨, 로저스, 텔러스, 비데오트롱은 지하철역과 터널 내부에 3G, 4G 및 4G LTE 통신망을 설치하였으며 이에 따라 노란색 선의 모든 역에서 휴대폰을 이용할 수 있다.

## 같이 보기
- 1호선 녹색 선
- 2호선 오렌지 선
- 5호선 파란색 선